# Северины
Северины (укр. Северини) — село в Староконстантиновском районе Хмельницкой области Украины.
Население по переписи 2001 года составляло 231 человек. Почтовый индекс — 31141. Телефонный код — 3854. Занимает площадь 1,558 км². Код КОАТУУ — 6824282004.

## Местный совет
31141, Хмельницкая обл., Староконстантиновский р-н, с. Вишнополь